# Allée couverte de Guinirvit
L'allée couverte de Guinirvit, appelée aussi allée couverte du Kernic, est une allée couverte située sur le rivage de l'anse de Kernic, sur la commune de Plouescat, dans le département français du Finistère. Bien qu'il soit situé sur l'estran et comme tel fortement soumis à l'érosion maritime, le site a livré un abondant matériel archéologique daté du Néolithique final. 

## Historique
Paul du Châtellier, qui visita le site en 1896, en donne la description suivante :
A la pointe de Kernic, au Sud, perpendiculairement à la côte, très vaste monument mégalithique composé de trois rangées parallèles de pierres debout formant comme deux allées couvertes parallèles mesurant intérieurement 10 mètres de long et 1m80 et 2m de large. Ce monument est aujourd'hui ensablé par la mer qui le recouvre à toutes les grandes marées. Chaque galerie dont ses tables ont disparu est fermée à ses deux extrémités par des mégalithes en travers. Cet ensemble était complété par des chambres dont on voit encore les traces du moins, pour 3 d'entre elles.
En 1912, Alfred Devoir, y voit un dolmen à galerie avec chambres annexes, accompagné d'un « cromlech de soutènement » orienté vers un petit menhir, transformé en lec'h visible sur la rive opposée. Sur le plan dressé, vers 1920, par le commandant Morel de nombreux blocs de la partie sud n'apparaissent pas alors que la partie nord est assez bien représentée mais il est impossible de savoir si cela résulté d'un choix volontaire (ne représenter que les blocs intacts) ou d'un ensablement plus prononcé à l'époque.
En 1957, Pierre-Roland Giot en demande le classement au titre des monuments historiques et celui-ci intervient par arrêté du 19 février 1960. L'érosion marine conduisant à la dégradation progressive du site, Y. Lecerf y dirige deux campagnes de fouille successives en 1983 et 1984 suivies d'une restauration du site.

## Description
L'allée couverte est située sur l'estran : elle est découverte à marée basse mais en partie immergée à marée haute et totalement submergée lors des grandes marées. Elle a été endommagée lors de l'aménagement d'une cale pour les goémoniers et réutilisée pour l'amarrage des bateaux : toutes ses dalles de couverture sont manquantes, quatre orthostates ont été débités et le côté est du péristalithe s'était effondré. Elle est orientée au sud-ouest. 

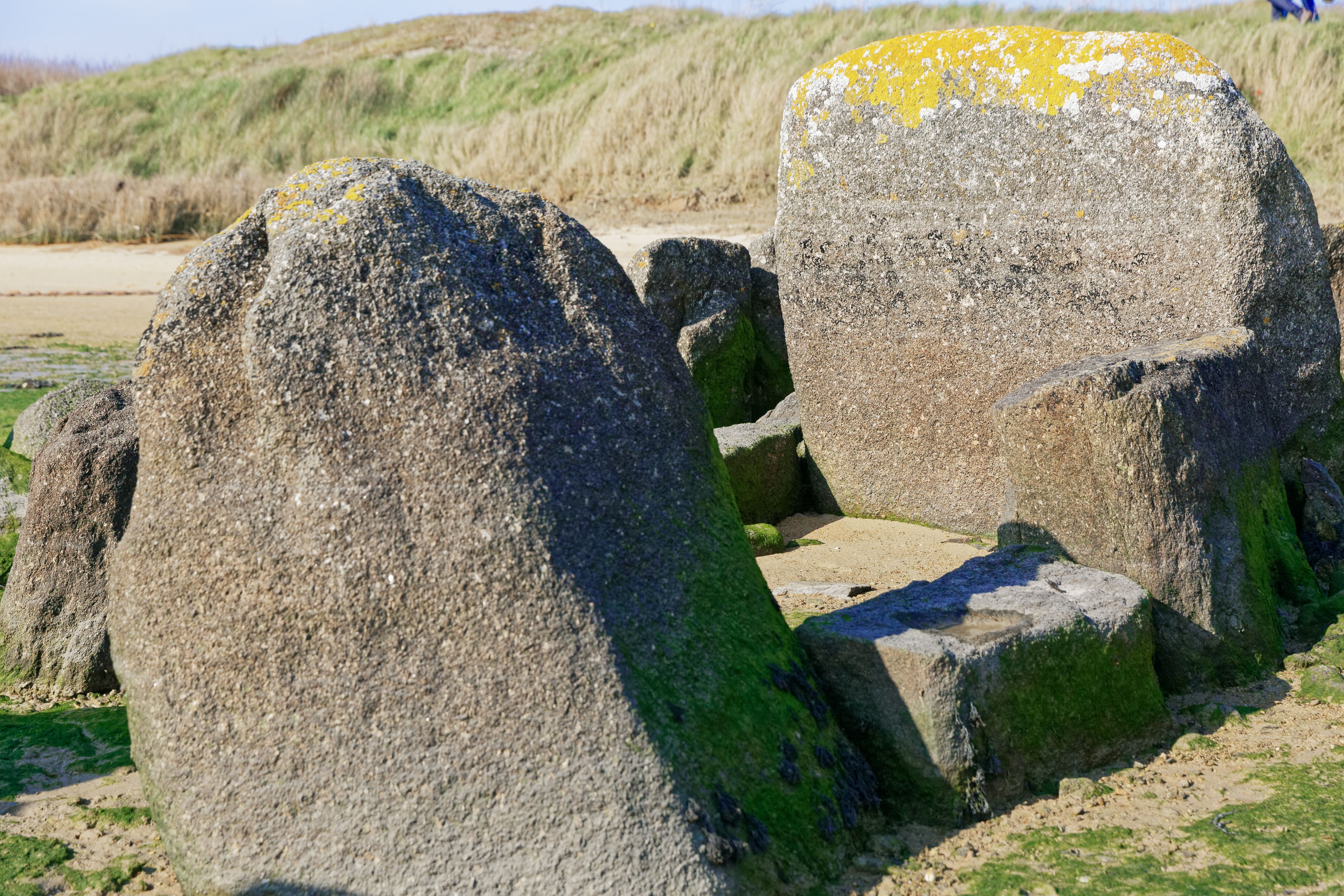
Orthostate intact (premier plan), orthostates étêtés (au centre), dalle de chevet (second plan).

La chambre mesure 9,50 m de long.  Elle s'achève par une dalle de chevet massive (1,60 m de long sur 1,50 m de large et 0,75 m d'épaisseur) dont le poids est estimé à plus de 4 tonnes. Elle comporte encore quinze orthostates, cinq ont été étêtés et plusieurs sont manquants (2 côté ouest, 3 côté est). L'entrée de la chambre est en partie fermée par une dalle sur chant plantée perpendiculairement à l'axe longitudinal. La chambre est prolongée, derrière la dalle de chevet, par une cella terminale de 2,80 m de long, de forme triangulaire, dont l'axe longitudinal s'infléchit au nord-est par rapport à celui de la chambre. Quatre dalles de la cella sont étêtées. Une couronne de gros blocs incomplète côté est encadre la cella. L'ensemble du monument est protégé par un péristalithe, côtés ouest et est, qui devait à l'origine enserrer le cairn.  
La fouille a permis d'étudier les fosses de calage, d'une profondeur moyenne de 0,75 m atteignant le sol rocheux sous-jacent et de mettre au jour un dallage grossier composé de blocs de quartz et de granite dans la chambre et dans la cella. À la moitié de la longueur de la chambre, il existe une pierre de seuil posée à plat sur le sol.
Au nord-est du monument, la fouille a révélé la présence de deux fossés, le plus grand mesurant 15,50 m de long, correspondant probablement à un aménagement, de type enclos, ultérieur à la construction de l'allée couverte.

## Mobilier archéologique
Le mobilier recueilli lors des fouilles est plutôt abondant alors que le site est soumis à une érosion constante depuis des années. Il a été découvert devant l'entrée de la chambre, dans la chambre et autour du monument durant les deux campagnes de fouille et complété avec celui autrefois ramassé sur le site, notamment par P.-R Giot. Le matériel lithique comprend des nucléus et de très nombreux éclats de débitage en silex, des outils en quartz et silex (percuteurs, grattoirs, lamelles), trois pointes de flèches (dont deux à ailerons et pédoncules) en silex. La céramique se compose de plus d'une centaine de tessons dont la plupart comportent des décors au peigne correspondant à des vases attribués aux  cultures Seine-Oise-Marne et campaniforme. Le seul élément de parure retrouvé est une pendeloque en fibrolithe.